# Anathetis
Anathetis é um gênero de traça pertencente à família Arctiidae.

## Espécies
- Anathetis atrirena
- Anathetis diversa
- Anathetis melanofascia